# Szatmári Lóránd
Szatmári Lóránd (Petrozsény, Románia, 1988. október 3. –) magyar labdarúgó. Többszörös magyar utánpótlás válogatott játékos. 2018-tól a Vasas FC játékosa.Jelenleg a Vasas FC II-ben kap szerepet.

## Pályafutása
Szatmári Lóránd Petrozsényben született és a Pécsi MFC csapatában kezdte pályafutását. 2007 nyarán innen szerződtette az akkor másodosztályú Reggina Calcio a már az U21-es magyar válogatottban is bemutatkozó Szatmárit, akinek ekkor 23 élvonalbeli bajnoki szereplés jutotta pécsi csapat színeiben. Első szezonjában jobbára a tartalékok közt szerepelt, de edzéslehetőséget kapott a felnőttek között is. A Reggina 2008 nyarán élt opciós lehetőségével és végleg megvette a játékjogát. A 2009-2010-es idényben kölcsönben játszott az alsóbb osztályú US Avellino és AC Monopoli csapatában is. A következő években szerepelt még kölcsönjátékosként az MTK Budapestnél, a Salernitanánál és a Paksi FC-ben is. A következő idénytől, immár véglegesen hazaigazolt, a Pécsi MFC játékosa lett, és itt újra meghatározó szerepet töltött be, a válogatottba is kapott meghívót, igaz pályára nem lépett a nemzeti csapatban. A 2015-16-os szezon előtt három évre aláírt az MTK-hoz. Másfél év alatt mindössze 15 bajnokin jutott lehetőséghez, így 2017 januárjában szerződést bontott a budapesti klubbal és a Puskás Akadémiához igazolt. A felcsúti csapatban 16 bajnokin két gólt szerzett és bajnoki címet ünnepelhetett, ennek ellenére fél év után a másodosztályba visszajutó ETO FC Győrhöz igazolt.
2018 július 28-án kétéves szerződést kötött a Vasas SC-vel.

## Sikerei, díjai
Puskás Akadémia
- NB II bajnok: 2016–17

 Vasas
- NB II bajnok: 2021–22